# Pakistan Academy of Letters
Die Pakistan Academy of Letters (PAL) (Urdu پاکستان اکادمیِ ادبیات) (gegründet 17. Juli 1976) ist eine pakistanische nationale Akademie, deren Fokus auf der Literatur verschiedener pakistanischer Sprachen und verwandten Bereichen liegt. Sie ist die größte Gelehrtengesellschaft ihrer Art in Pakistan. Sie wurde im Juli 1976 von einer Gruppe angesehener pakistanischer Schriftsteller, Dichter, Essayisten, Dramatiker und Übersetzer nach dem Vorbild der Académie Française gegründet.

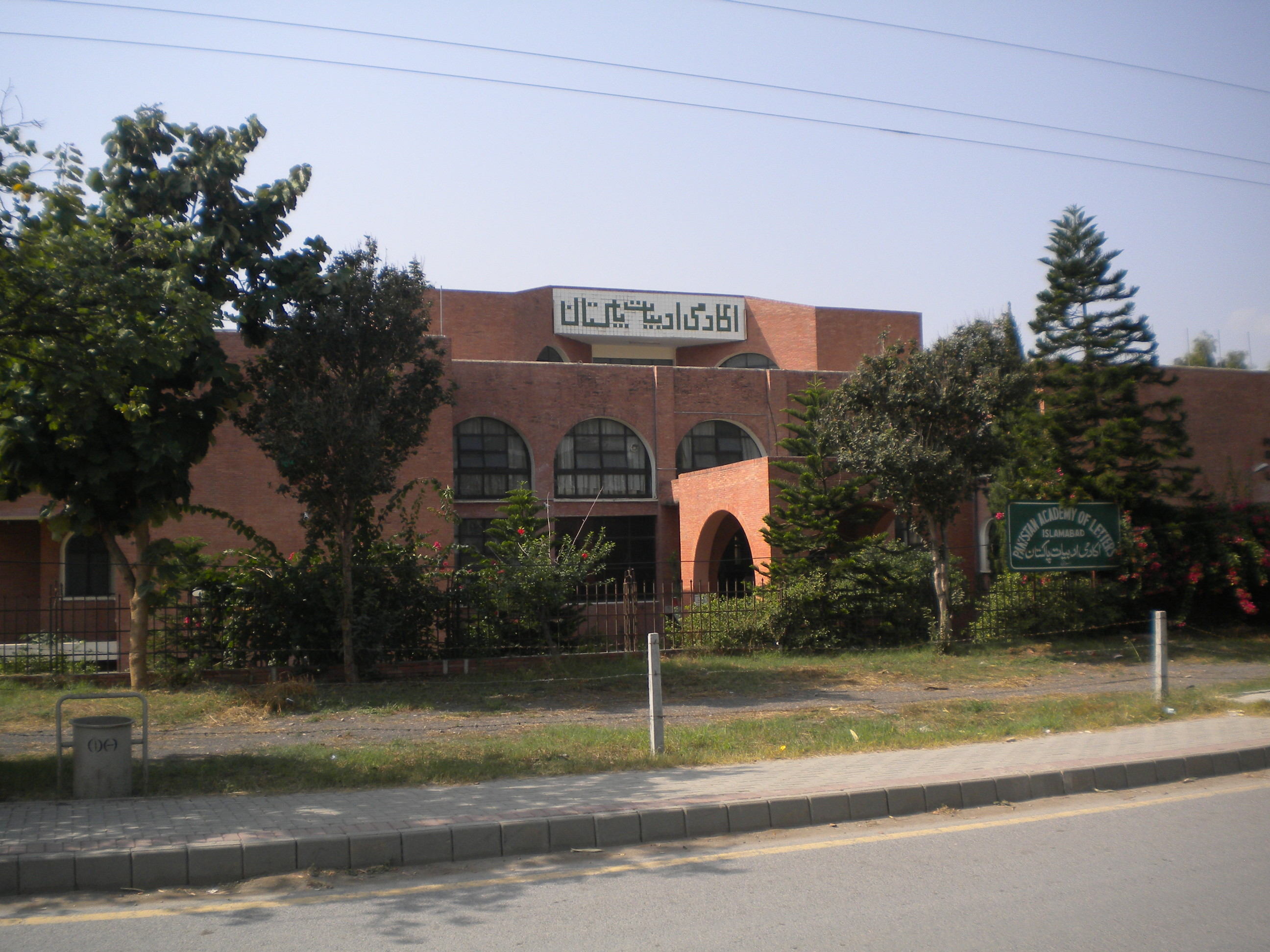
Pakistan Academy of Letters

## Organisation
Die Pakistan Academy of Letters ist eine autonome, gemeinnützige Organisation mit einem eigenen Verwaltungsrat, die von der pakistanischen Regierung geförderte wird. Zuständig ist das Ministerium für Information, Rundfunk und Nationales Erbe. Trotz Gründung im Jahr 1976 wurden die Ziele der Organisation erst 1978 festgelegt.
Die Akademie unterhält mehrere Regionalbüros und Verbindungen zu anderen nationalen und internationalen Organisationen mit ähnlichem Status. Zu ihren Aufgaben gehören die Förderung der literarischen Bildung, der Veröffentlichung und der Dokumentation mit dem Ziel, die pakistanische Literatur und die literarischen Aktivitäten in Pakistan zu fördern und Schriftsteller und Gelehrte der Sprachen Urdu, Punjabi, Saraiki, Sindhi, Pashto, Belutschi, anderer pakistanischer Sprachen und Englisch zu fördern.
Der Dichter Ahmed Faraz wurde zu ihrem ersten Direktor ernannt.

### Die PAL-Gründungsmitglieder

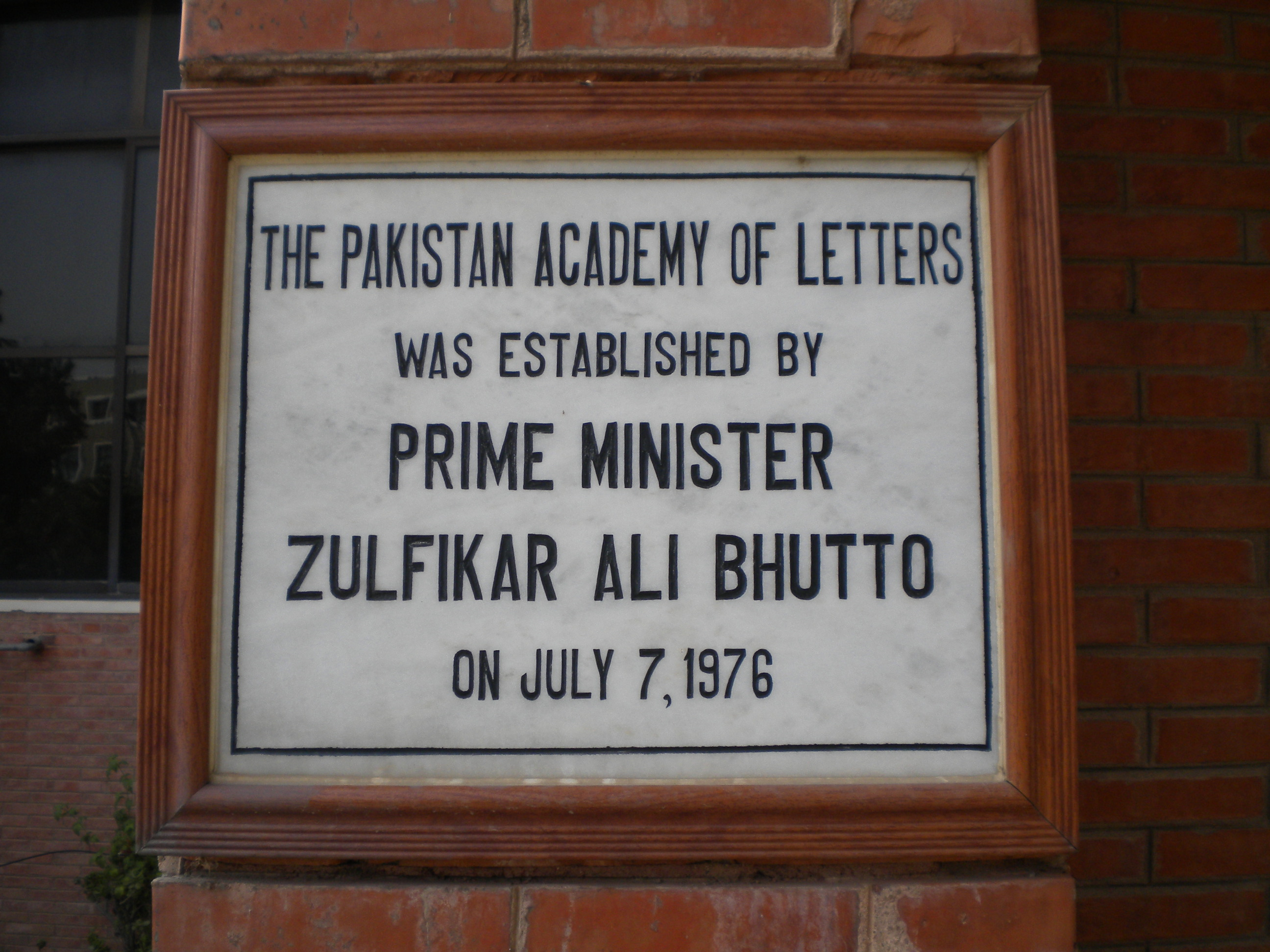
Pakistan Academy of Letters, Einweihungstafel

1978 wurde Ishtiaq Hussain Qureshi der erste Vorsitzende der Gründungsmitglieder, zu denen prominente "Literaten" gehörten, die die verschiedenen Sprachen Pakistans repräsentierten:
- Ishtiaq Hussain Qureshi (Geschichte und erster Vorsitzender)
- Hafeez Jalandhri (Urdu)
- Syed Abdullah (Urdu)[2]
- Ehsan Danish (Urdu)
- Ahmed Nadeem Qasmi (Urdu)[1][3]
- Shareef Kunjahi (Panjabi)
- Nabi Bakhsh Khan Baloch (Sindhi)[3]
- Syed Rasool Rasa (Pashto)[4]
- Sardar Khan Gashkori (Balochi)
- Ahmed Ali (Schriftsteller, Englisch)

### Der erste Oberste Rat im Jahr 1978
- Ishtiaq Hussain Qureshi (erster Vorsitzender)[1]
- Ashfaq Ahmad
- Abul Khair Kashfi
- Pareshan Khattak[1]
- Syed Mujtaba Hussain[5]
- Zwei Vertreter des Bildungsministeriums
- Ein Vertreter der Universities Grants Commission (jetzt Higher Education Commission of Pakistan)

Die Pakistan Academy of Letters wurde 1976 gegründet, aber ihr Verwaltungsrat wurde erst 1978 von der pakistanischen Regierung offiziell ernannt, als auch ihre Ziele und Aufgaben festgelegt wurden.

### Die Vorsitzenden
Seit Gründung der Institution gab es folgende Vorsitzende, die teilweise das Amt für kurze Zeit und vorübergehend übernahmen:
- Ishtiaq Hussain Qureshi (1978–1980)
- Shafiq-ur-Rehman (1980–1986)
- G. J. Upset Khattak (1986–1989)
- Ahmad Faraz (1989–1990)
- Ghulam Rabbani A. Agraw (1990–1993)
- Fakhr Zaman (1994–1997)
- Nazir Naji (1997–1999)
- Shri Aftab Ahmad Shah (1999)
- Mirza Muhammad Advisor (1999–2000)
- Shri Iftikhar Arif (2000–2008)
- Fakhr Zaman (2008–2010)
- Abdul Majeed (2012–2014)
- Shiraz Latif (2014–2015)
- Muhammad Qasim Baghiu (2015–2018)
- Shri Abdul Hameed Khan Niazi (2018)
- Shri Syed Junaid Akhlaq (2018–2019)
- Inam-ul-Haq Javed (2019)
- Muhammad Sulaiman (2020)
- Muhammad Yousuf Dry (seit 2020)

## Vergabe von Preisen und Auszeichnungen

### Nationale Literaturpreise
Die Pakistan Academy of Letters vergibt jährlich die so genannten National Literary Awards für die besten literarischen Bücher eines Jahres der Kategorien Kritik, Forschung, Roman, Belletristik, Insaia, Reisebericht, Satire, Biographie, Drama, Feuilleton, Lyrik und Ghazal (alte lyrische Langform arabischen Ursprungs), die in einer der großen Sprachen Pakistans geschrieben wurden. Die Preisträger erhalten seit 2016 ein Preisgeld von 200.000 Rupien.
Folgende Preise werden vergeben:
- Baba-e-Urdu Dr. Abdul Haq Preis (für Prosa in Urdu)
- Allama Dr. Muhammad Iqbal Preis (für Lyrik in Urdu)
- Waris Shah Preis (für Literatur in Punjabi)
- Shah Abdul Lateef Bhitaai Preis (für Literatur in Sindhi)
- Khushhal Khan Khattak Preis (für Literatur in Pushto)
- Must Tawakli Preis (für Literatur in Balochi)
- Taj Muhammad Tajal Preis (für Literatur in Brahvi)
- Khawaja Fareed Preis (für Literatur in Saraiki)
- Patras Bukhari Preis (für Literatur in English)
- Saeen Ahmed Ali Preis (für Literatur in Hindko)
- Muhammad Hassan Askari Preis (für Übersetzungen)

Auch Sufi-Preise werden zu den Jahrestagen der Sufi-Poeten vergeben.
Von Zeit zu Zeit ernennt die Akademie Mitglieder und – in geringerem Umfang – auch lebenslange Mitglieder, die das Privileg haben, nach der Nominierung die Buchstaben FPAL (Fellow of Pakistan Academy of Letters) zu führen. Die Mitgliedschaft an der Akademie ist eine hohe Auszeichnung. Sie wird nur an Personen verliehen, die einen außergewöhnlichen Beitrag zur pakistanischen Literatur oder ihre Vermittlung geleistet haben.

### Kamal-e-Fun-Preis
Der Kamal-e-Fun-Preis (Preis für das Lebenswerk) wurde 1997 von der Akademie im Bereich der Literatur zur Anerkennung von kreativer und wissenschaftlicher Arbeit von Einzelpersonen eingeführt. Seit 2016 wird der Preis mit 1 Million Rupien dotiert. Seit 1997 wurde der Preis bis Ende 2010 an vierzehn Personen verliehen. Eine Jury, die sich aus bedeutenden pakistanischen Literaten zusammensetzt, gibt nach sorgfältiger Prüfung den Namen des jährlichen Preisträgers bekannt. Dieser Preis gilt als die höchste literarische Auszeichnung Pakistans.
Die Preisträger waren:
- 1997: Ahmed Nadeem Qasmi
- 1998: Intizar Hussain
- 1999: Mushtaq Ahmed Khan Yousafi
- 2000: Ahmad Faraz
- 2001: Shoukat Siddiqui
- 2002: Munir Niazi
- 2003: Ada Jafery
- 2004: Sobho Gian Chandani
- 2005: Nabi Baksh Khan Baloch
- 2006: Jamil-ud-Din Aali
- 2007: Muhammad Ajmal Khan Khattak
- 2008: Abdullah Jan Jamaldini
- 2009: Muhammad Luthfullah Khan
- 2010: Bano Qudsia
- 2011: Muhammad Ibrahim Joyo
- 2012: Abdullah Hussain
- 2013: Afzal Ahsan Randhawa
- 2014: Fahmida Riaz
- 2015: Kishore Nahid
- 2016: Amar Jaleel
- 2017: Jamil Jalbi
- 2018: Munir Ahmed Badini

## Ehrung der Akademie
Am 24. September 2003 gab die pakistanische Post eine Gedenkbriefmarke zum 25. Jahrestag der „offiziellen Gründung“ der Akademie im Jahr 1978 heraus.